# Casino Battle Royale
A Casino Battle Royale é uma luta de wrestling profissional utilizada pela All Elite Wrestling (AEW), que é formatada como uma battle royal com regras de uma luta Royal Rumble modificada. Versões para equipes tradicionais (Casino Tag Team Royale) e equipes de três homens - referidas pela AEW como trios (Casino Trios Royale) também foram estabelecidas.
A Casino Battle Royale apresenta 21 participantes, a Casino Tag Team Royale apresenta 10-15 duplas (totalizando 20-30 lutadores) e a Casino Trios Royale apresenta oito equipes (totalizando 24 lutadores).
O vencedor da Casino Battle Royale recebe uma luta pelo campeonato mundial de sua respectiva divisão de gênero - o AEW World Championship ou o AEW Women's World Championship, o(s) vencedor(es) da Casino Tag Team Royale recebem uma luta pelo AEW World Tag Team Championship, enquanto os vencedores da Casino Trios Royale recebem um prêmio de $300.000.

## História
A primeira Casino Battle Royale ocorreu durante o pré-show do evento inaugural da AEW, Double or Nothing em maio de 2019, e foi uma luta masculina. O vencedor desta primeira luta ganhou uma vaga na luta pelo inaugural AEW World Championship no All Out em agosto daquele ano. A segunda Casino Battle Royale foi uma luta feminina e foi realizada durante o pré-show do evento All Out mencionado anteriormente. Como na primeira, a vencedora desta segunda luta ganhou uma vaga na luta pelo inaugural AEW Women's World Championship no episódio de estreia do programa de televisão semanal da AEW, Dynamite. A terceira Casino Battle Royale, que era uma luta masculina, aconteceu no All Out do ano seguinte, realizado em setembro, e o vencedor receberia uma futura luta pelo AEW World Championship.
Uma variação de duplas masculina da luta, chamada Casino Tag Team Royale, foi utilizada pela primeira vez no Revolution em março de 2021. A dupla vencedora recebeu uma luta pelo AEW World Tag Team Championship.
Em dezembro de 2022, foi estabelecida uma versão para equipes de três homens (referidas pela AEW como trios) chamada Casino Trios Royale, onde a equipe vencedora dividiria $ 300.000.

## Regras

### Casino Battle Royale
A Casino Battle Royale é uma battle royal modificada com regras do rumble que apresenta 21 participantes. Começa com um grupo de cinco lutadores e, a cada três minutos, outro grupo de cinco lutadores entra, enquanto o 21º e último participante entra sozinho. Os lutadores são agrupados com base no naipe que tiraram de um baralho de cartas - espadas, ouros, paus ou copas - e a ordem de quando cada grupo entra é baseada em um sorteio aleatório das cartas. O 21º e último participante é o lutador que tirou o curinga. O vencedor recebe uma luta pelo campeonato mundial de sua divisão de gênero respectivo - o AEW World Championship ou o AEW Women's World Championship.

### Casino Tag Team Royale
Na Casino Tag Team Royale, também é uma battle royal de regras rumble, mas com 10-15 equipes participantes (para um total de 20-30 lutadores). A ordem dos participantes é baseada em sorteio. Duas duplas começam a luta e, a cada 90 segundos, uma nova equipe entra. As eliminações individuais ocorrem quando um lutador passa por cima da corda superior e os dois pés atingem o chão; uma equipe é eliminada quando ambos os membros da equipe foram eliminados da luta. A luta termina quando um lutador ou equipe sobrar. A dupla vencedora ganha uma luta pelo AEW World Tag Team Championship.

### Cassino Trios Royale
Na Casino Trios Royale, as regras do rumble são implementadas, mas com oito equipes participantes (para um total de 24 lutadores). A ordem de entrada é determinada por sorteio, com duas equipes iniciando a luta e uma nova equipe entrando a cada 90 segundos. As eliminações ocorrem quando um lutador é jogado por cima da corda superior com os dois pés batendo no chão. Uma equipe é eliminada quando todos os três membros são eliminados da luta. A luta termina quando resta um lutador ou equipe, com os vencedores dividindo um prêmio de $300.000.

## Vencedores da Cassino Battle Royale

### Masculino
| # | Evento            | Data                  | Local                  | Cidade                 | Vencedor      | Naipe   | Ref.   |
| - | ----------------- | --------------------- | ---------------------- | ---------------------- | ------------- | ------- | ------ |
| 1 | Double or Nothing | 25 de maio de 2019    | MGM Grand Garden Arena | Paradise, Nevada       | Adam Page     | Curinga | [ 10 ] |
| 2 | All Out           | 5 de setembro de 2020 | Daily's Place          | Jacksonville, Florida  | Lance Archer  | Espadas | [ 11 ] |
| 3 | Double or Nothing | 30 de maio de 2021    | Daily's Place          | Jacksonville, Florida  | Jungle Boy    | Espadas | [ 12 ] |
| 4 | Dynamite          | 8 de junho de 2022    | Cable Dahmer Arena     | Independence, Missouri | Kyle O'Reilly | Espadas | [ 13 ] |

### Feminino
| # | Evento  | Data                  | Local              | Cidade                    | Vencedora | Naipe   | Ref.   |
| - | ------- | --------------------- | ------------------ | ------------------------- | --------- | ------- | ------ |
| 1 | All Out | 31 de agosto de 2019  | Sears Centre Arena | Hoffman Estates, Illinois | Nyla Rose | Ouros   | [ 8 ]  |
| 2 | All Out | 5 de setembro de 2021 | Now Arena          | Hoffman Estates, Illinois | Ruby Soho | Curinga | [ 14 ] |

### Duplas
| # | Evento     | Data               | Local         | Cidade                | Vencedores                                    | Entrada | Ref.   |
| - | ---------- | ------------------ | ------------- | --------------------- | --------------------------------------------- | ------- | ------ |
| 1 | Revolution | 7 de março de 2021 | Daily's Place | Jacksonville, Florida | Death Triangle (Rey Fénix* e Pac)             | 14      | [ 15 ] |
| 2 | Dynamite   | 2 de março de 2022 | Daily's Place | Jacksonville, Florida | The Young Bucks(Matt Jackson* e Nick Jackson) | 11      | [ 16 ] |
| 3 | Dynamite   | 1 de março de 2023 | Cow Palace    | Daly City, California | Orange Cassidy* e Danhausen*                  | 9       | [ 17 ] |

(*) - indica o vencedor individual

### Trios
| # | Evento  | Data                   | Local            | Cidade             | Vencedores                                    | Entrada | Ref.   |
| - | ------- | ---------------------- | ---------------- | ------------------ | --------------------------------------------- | ------- | ------ |
| 1 | Rampage | 23 de dezembro de 2022 | Freeman Coliseum | San Antonio, Texas | AR Fox & Top Flight (Dante* & Darius Martin*) | 8       | [ 18 ] |

(*) - indica o vencedor individual